# Iljušin Il-54
Iljušin Il-54 je bil dvomotorni reaktivni bombnik, ki so ga razvili v Sovjetski zvezi v 1950ih. Zgradili so samo 2 prototipa. Imel je anhedralna puščičasta krila pod kotom 45°.

## Specifikacije (Il-54)
- Posadka: 3
- Dolžina: 28,963 m (95 ft 1/4 in)
- Razpon kril: 17,65 m (57 ft 11 in)
- Površina kril: 84,6 m2 (910,7 ft2)
- Prazna teža: 26.505 kg (58.443 lb)
- Gros teža: 41.600 kg (91.728 lb)
- Motor: 2 × Ljulka AL-7 z vrizgom vode, 84,34 kN (18.960 lbf) vsak

- Hitrost: 1100–1150 km/h (683–715 mph), največja Mach 1,15
- Dolet: 2057 km (1278 milj)
- Višina leta (servisna): 13.630 m (44.720 ft)
- Hitrost vzpenjanja: 25,25 m/s (49,24 ft/min)

Orožje:
- 1 × 23 mm Nudelman-Rikhter AM-23 top v sprednjem levem delu
- 2 × 23 mm Nudelman-Rikhter AM-23 top v zadnjem delu
- 6000 kg (13.200 lb) bomb